# 온천대로
온천대로(Oncheon-daero)는 충청남도 아산시 도고면 효자리와 배방읍 장재리 장재지하차도 동단을 잇는 충청남도의 도로이다.

## 연혁
- 1987년 1월 31일 : 온양우회도로(온양시 모종동 ~ 권곡동) 구간을 포함한 온양시 모종동 ~ 천안시 쌍용동 11.34km 구간 개통[1]
- 1988년 3월 25일 : 아산군 배방면 세교리 150m 구간 개통 및 기존 160m 구간 폐지[2]
- 2009년 8월 25일 : 2개 이상 시·군에 걸쳐 있는 도로로 온천대로를 고시[3]
- 2010년 12월 31일 : 아산시 국도대체우회도로 개통으로 기존 아산시 신창면 읍내리 ~ 배방읍 구령리 11.5km 구간 폐지[4]
- 2013년 12월 19일 : 아산시 배방읍 구령리 ~ 천안시 동남구 신방동 7.0km 구간 확장 개통, 기존 아산시 배방읍 공수리 ~ 북수리 1.5km 구간 폐지[5]

## 주요 경유지
충청남도
- 아산시 (도고면 · 신창면 · 득산동 · 배미동 · 방축동 · 온천동 · 모종동 · 풍기동 · 신동 · 남동 · 배방읍)

## 노선
| 이름                        | 접속 노선                                | 소재지        | 소재지        | 비고                                         |
| 충서로와 직결               | 충서로와 직결                            | 충서로와 직결 | 충서로와 직결 | 충서로와 직결                                |
| --------------------------- | ---------------------------------------- | ------------- | ------------- | -------------------------------------------- |
| 금산리 교차로               | 지방도 제645호선 (아산만로)              | 아산시        | 도고면        | 국도 제21, 45호선 구간 지방도 제645호선 구간 |
| 금산삼거리                  | 온천대로207번길                          | 아산시        | 도고면        | 국도 제21, 45호선 구간 지방도 제645호선 구간 |
| 시전사거리                  | 지방도 제645호선 (도고산로)              | 아산시        | 도고면        | 국도 제21, 45호선 구간 지방도 제645호선 구간 |
| 도고온천역                  |                                          | 아산시        | 도고면        | 국도 제21, 45호선 구간                       |
| 가향교                      |                                          | 아산시        | 도고면        | 국도 제21, 45호선 구간                       |
| 시전삼거리                  | 도고온천로                               | 아산시        | 도고면        | 국도 제21, 45호선 구간                       |
| 향산사거리                  | 신통길                                   | 아산시        | 도고면        | 국도 제21, 45호선 구간                       |
| 와산삼거리                  |                                          | 아산시        | 도고면        | 국도 제21, 45호선 구간                       |
| (와산리)                    | 덕암산로                                 | 아산시        | 도고면        | 국도 제21, 45호선 구간                       |
| 순천향대학교 정문           |                                          | 아산시        | 신창면        | 국도 제21, 45호선 구간                       |
| 순천향대삼거리              | 지방도 제623호선 (순천향로)              | 아산시        | 신창면        | 국도 제21, 45호선 구간 지방도 제623호선 구간 |
| 읍내삼거리                  | 지방도 제623호선 (서부남로)              | 아산시        | 신창면        | 국도 제21, 45호선 구간 지방도 제623호선 구간 |
| 신창시외버스정류장          |                                          | 아산시        | 신창면        | 국도 제21, 45호선 구간                       |
| 읍내 교차로                 | 국도 제21호선 국도 제39호선 (온양순환로) | 아산시        | 신창면        | 국도 제21, 45호선 구간                       |
| 남성삼거리                  | 행목로                                   | 아산시        | 신창면        | 국도 제45호선 구간                           |
| 아산득산농공단지            | 온천대로1122번길                         | 아산시        | 온양동        | 국도 제45호선 구간                           |
| 득산육교                    | 서부북로                                 | 아산시        | 온양동        | 국도 제45호선 구간                           |
| 오목교                      |                                          | 아산시        | 온양동        | 국도 제45호선 구간                           |
| 신정삼거리                  | 곡교천로                                 | 아산시        | 온양동        | 국도 제45호선 구간                           |
| 방축동사거리                | 국도 제45호선 (문화로) 신정로            | 아산시        | 온양동        | 국도 제45호선 구간                           |
| 경성아파트                  | 번영로                                   | 아산시        | 온양동        |                                              |
| (아산삼성요양병원)          | 아산로                                   | 아산시        | 온양동        |                                              |
| 관광호텔사거리 (온양온천)   | 시민로                                   | 아산시        | 온양동        |                                              |
| 역전삼거리 (온양온천역)     | 중앙로 충무로                            | 아산시        | 온양동        |                                              |
| 송악사거리                  | 삼동로 외암로                            | 아산시        | 온양동        |                                              |
| 동신사거리                  | 문화로 어의정로                          | 아산시        | 온양동        |                                              |
| 터미널앞 교차로             | 번영로 모종로                            | 아산시        | 온양동        |                                              |
| 풍기1 교차로                | 남부로                                   | 아산시        | 온양동        |                                              |
| 온천교                      |                                          | 아산시        | 온양동        |                                              |
| 모산사거리 (배방역)         | 배방로 한내로                            | 아산시        | 온양동        | 국도 제21호선구간                            |
| 공수 교차로                 | 국도 제21호선                            | 아산시        | 배방읍        | 국도 제21호선구간                            |
| 모산삼거리                  | 갈산교로                                 | 아산시        | 배방읍        | 국도 제21호선구간                            |
| 배방삼거리                  | 모산로                                   | 아산시        | 배방읍        | 국도 제21호선구간                            |
| 이내삼거리                  | 북수서로                                 | 아산시        | 배방읍        | 국도 제21호선구간                            |
| 은수사거리                  | 북수동로                                 | 아산시        | 배방읍        | 국도 제21호선구간                            |
| 은수동삼거리                | 온천대로2206번길                         | 아산시        | 배방읍        | 국도 제21호선구간                            |
| 봉강삼거리                  | 국도 제21호선 호서로                     | 아산시        | 배방읍        | 국도 제21호선구간                            |
| 봉강교                      |                                          | 아산시        | 배방읍        | 국도 제21호선구간                            |
| 세교 교차로 (세교지하차도)  | 새아산로 세교중앙로                      | 아산시        | 배방읍        | 국도 제21호선구간                            |
| 장재1 교차로 (장재교)       | 희망로                                   | 아산시        | 배방읍        | 국도 제21호선구간                            |
| 장재2 교차로 (장재지하차도) | 고속철대로                               | 아산시        | 배방읍        | 국도 제21호선구간                            |
| 남부대로와 직결             |                                          |               |               |                                              |

## 주요 건물 및 시설
- 도고온천역 (충청남도 아산시 도고면 온천대로 304)
- 한국자산관리공사 캠코인재개발원 (충청남도 아산시 도고면 온천대로 605-15)
- 에덴애견훈련학교 (충청남도 아산시 도고면 온천대로 605-23)
- 아산장례식장 (충청남도 아산시 도고면 온천대로 697)
- 금호석유화학 아산CNT공장 (충청남도 아산시 신창면 온천대로 958)
- 한국전선 (충청남도 아산시 신창면 온천대로 1008)
- 온양농협 (충청남도 아산시 온천대로 1269)
- 온양고등학교 (충청남도 아산시 온천대로 1411)
- 온양온천, 온양관광호텔 (충청남도 아산시 온천대로 1459)
- 온양제일호텔 (충청남도 아산시 온천대로 1462)
- 온양온천역 (충청남도 아산시 온천대로 1496)
- 국민건강보험공단 아산지사 (충청남도 아산시 온천대로 1579)
- 이마트 아산점 (충청남도 아산시 온천대로 1678)
- 배방역 (충청남도 아산시 배방읍 온천대로 1967)
- 호서웨딩프라자 (충청남도 아산시 배방읍 온천대로 2230)